# CRTC1
CRTC1 (англ. CREB-regulated transcription coactivator 1), также известный как TORC1 (англ. target of rapamycin complex 1) — белок, который у человека кодируется геном CRTC1. Он экспрессируется в ограниченном количестве тканей, которые включают у плода мозг и печень, а у взрослых сердце, скелетные мышцы, печень и слюнные железы. TORC1 привлёк внимание русскоязычных средств массовой информации в связи с публикациями в научной печати о предполагаемой связи этого гена с бесплодием и ожирением.